# Hugo Burel
Pour les articles homonymes, voir Burel.
Œuvres principales
La memoria de Borges
José Hugo Burel Guerra, né à Montevideo le 23 mars 1951, est un journaliste et homme de lettres uruguayen. 

## Biographie
Né à Montevideo, en Uruguay. 
Il a écrit dans les journaux nationaux de l'Uruguay. Il a également écrit de nombreux romans et quelques anthologies. Ses plus importantes œuvres littéraires sont Los más jóvenes cuentan (1976), Esperando a la pianista (1982), La alemana (1985) et Matías no baja (1986). 

## Œuvres
- 1976: Los más jóvenes cuentan (anthologie)
- 1982: Esperando a la pianista
- 1985: La alemana
- 1986: El vendedor de sueños
- 1989: Indicios de Eloísa
- 1991: Tampoco la pena dura (roman)
- 1993: Solitario Blues
- 1994: La perseverancia del viento
- 1997: El ojo de vidrio y otras maravillas
- 1999: El elogio de la nieve
- 2003: Tijeras de Plata
- 2004: Los inmortales
- 2007: El desfile salvaje